# Docteur Tom ou la Liberté en cavale
Docteur Tom ou la Liberté en cavale est un conte musical télévisé de Franck Langolff (musique) et Sylvie Arditi (paroles), réalisé par Tristan Carné et diffusé en 2010.
Conçu sur le même principe que Le Soldat rose (2006) de Louis Chedid et Pierre-Dominique Burgaud (un narrateur et des personnages chanteurs), on retrouve Vanessa Paradis et Alain Souchon.

## Synopsis
Dans un monde devenu sombre où le pessimisme et la culpabilité règnent, un homme heureux est un homme dangereux. Dr Tom, incurable joyeux drille et praticien du bonheur, est recherché par les autorités.

## Fiche technique
- Titre : Docteur Tom ou la Liberté en cavale
- Réalisateur : Tristan Carné
- Scénario et paroles : Sylvie Arditi
- Musique : Franck Langolff, excepté La Liberté en cavale, écrit et composé par Norman Langolff, Gaby Concato et Sylvie Arditi
- Sociétés de production : BlueRed ; EMI (musique)
- Pays d'origine :  France
- Langue : Français
- Pays France
- Format : Couleurs - 16/9 - son Dolby stéréo
- Genre : Conte musical
- Durée : 90 minutes
- Date de première diffusion : 24 décembre 2010 sur France 2

## Distribution
- Jean Rochefort : le narrateur
- Bilco : Docteur Tom
- Vanessa Paradis : la Gardienne
- Alain Souchon : la Perquisition
- Ours : le Chien policier
- Natalie Dessay : l'Araignée (Bonheur fossile)
- Cécile Cassel : la Plante carnivore
- Arthur H : le Vieux Singe
- Yannick Noah : la Sieste
- Thomas Dutronc : Village-Joie
- Raphael : les Peines perdues
- Liza Manili : le Verdict
- Claire Denamur : la Porte de prison

avec la participation de Renaud.